# Visa tn
La Visa TN (TN = Trade NAFTA por sus siglas en inglés) es una Visa especial no-migrante (de residencia mientras la visa no expire) expedida en los Estados Unidos para ciudadanos mexicanos y canadienses.

## Orígenes
La visa TN fue creada en virtud del Tratado de Libre Comercio de Norteamérica (TLC). Esta permite a los ciudadanos mexicanos y canadienses la oportunidad de trabajar en los Estados Unidos bajo un conjunto limitado de ocupaciones. Esta es similar a las visas H-1B, pero tiene características únicas. El titular de una visa TN podrá trabajar hasta tres años con la posibilidad de renovarla.
En teoría su renovación es indefinida pero las autoridades migratorias podrían negarla argumentando que se está usando como una "green card" la cual permite residencia permanente. El conjunto de ocupaciones permitidas para una visa TN es un poco más limitada comparada con aquellas bajo visas H-1B.

## Ciudadanos Mexicanos
A partir de 2004 se simplificaron los pasos para obtener esta visa. Los ciudadanos mexicanos pueden solicitarla directamente en la embajada o los consulados de los Estados Unidos Mexicanos. 

### Requisitos
El principal requisito para obtenerla es principalmente la carta de oferta de trabajo de alguna empresa de los Estados Unidos. Otro requisito será el pasaporte mexicano con por lo menos seis meses antes de su fecha de vencimiento. Además, llenar las respectivas formas DS-156 y DS-157 esta última para personas entre 16 y 45 años. El esposo o esposa e hijos (dependientes) del titular de la visa TN pueden solicitar la visa TD la cual les permitiría acompañar al titular. Los portadores de una visa TD no estarán autorizados a trabajar legalmente. Sin embargo podrán asistir a colegios o escuelas.